# Пензенская епархия
Пе́нзенская епа́рхия — епархия Русской православной церкви, объединяющая приходы и монастыри в средней части Пензенской области (в границах Бессоновского, Городищенского, Каменского, Мокшанского, Нижнеломовского, Пензенского и Шемышейского районов). Входит в состав Пензенской митрополии.
Правящий архиерей — митрополит Пензенский и Нижнеломовский Серафим (Домнин) (с 25 декабря 2013).
Кафедра архиерея расположена в Спасском соборе Пензы.

## История
В 1745 году территория современной Пензенской епархии вошла в подчинение Астраханского епископа и оставалась в таковом качестве до 1758 года.
27 октября (16 октября по старому стилю) 1799 года была образована Саратовская и Пензенская Православная епархия, но, в связи с отсутствием в губернском городе Саратове архиерейского дома и помещения для консистории, кафедра была размещена в уездном городе Пензе, где имелись такие здания. Первым архипастырем вновь образованной епархии стал Преосвященный архиепископ Гаий (Такаов). Начиная с 4 декабря 1803 года, епархия стала именоваться Пензенской и Саратовской, а с 12 ноября 1828 года она уже приобрела самостоятельный статус и стала именоваться Пензенской и Саранской и такое наименование она сохраняла вплоть до 1991 года, когда из её состава была выделена отдельная Саранская и Мордовская епархия, а Пензенские архиереи стали именоваться Пензенскими и Кузнецкими.
За более чем 200-летний период существования Пензенской епархии ею преемственно управляли 44 Преосвященных, 18 до 1917 года и 27 после революции.
С Пензенской церковью фактически было покончено 14 февраля 1938 года, когда расстреляли назначенного за год до этого на Пензенскую кафедру епископа Ираклия (Попова). Фактически он был уже не епархиальный архиерей, а епископ одной Митрофановской церкви на Митрофановском кладбище Пензы. Связи с епархией не стало, так как любой контакт при желании органов мог обернуться контрреволюционным заговором. Несмотря на террор, развязанный большевистским режимом против духовенства и верующих, в годы Великой Отечественной войны православные жители Пензы приняли большое участие в пополнении Фонда обороны страны (только на танковую колонну имени Димитрия Донского они внесли 500 тыс. руб.)
Епархия была вновь образована 27 марта 1944 года «из области — Пензенской и Мордовской АССР с пребыванием Епископа в г. Пензе и с титулом Пензенский и Саранский». На тот момент она состояла из двух действующих храмов (в 1948 году их число в Пензенской области возросло до 32-х). Однако в 1962 году (в период хрущевской антирелигиозной кампании) Уполномоченный Совета по делам РПЦ по Пензенской области предложил закрыть Пензенское епархиальное управление, так как в Пензенской области и Мордовской АССР действовали только 48 православных церквей и молитвенных домов.
Необходимость такого шага также обосновывалось тем, что «наличие епархиального управления в г. Пензе способствует укреплению действовавших церквей в области и создает дополнительные трудности в осуществлении мероприятий по атеистическому воспитанию трудящихся». Однако это предложение не было поддержано. К концу 1950-х годов видимо значительно улучшилось материальное положение духовенства и служащих церкви, причем работа в храме порой приносила немалый доход. Например, псаломщик церкви Кузнецка бывший сотрудник милиции и член КПСС В. М. Храмов, так объяснял свой отказ бросить службу в храме:

Человек я пожилой. Пенсию получаю всего 30 руб. Какие это деньги! В церкви мне платят 100 руб. в месяц. Да помимо оклада, сколько ещё приходится продуктов. В родительскую субботу я уносил домой по 2-3 пуда пшена, с пудик рису и мешков семь булок. А ведь в году таких 10 дней бывает. А сколько ещё булок, сахару и другого. Только на пасху мне доставалось тысяча штук яиц. Ну, где я ещё найду лучшее место! Нет, я не могу бросить службу в церкви— Государственный архив Пензенской области. Ф. 2391. Оп. 1. Д. 27. Л. 265
Подобное благоденствие вызвало стремление властей урезать доходы церкви. В 1959 году епархия была вынуждена передать безвозмездно в фонд государства 5 легковых машин «Победа». В 1962 году духовенство было переведено на твердые оклады. Кроме того, приходы отчисляли немало денег в Фонд Мира в добровольно-принудительном порядке. Например, православные общины только Пензенской области в 1975 году перечислили в эту организацию 457,4 тыс. руб.. Однако доходы православных церквей на территории Пензенской области быстро росли в брежневский период и составляли в 1965 году — 1075,4 тыс. руб., в 1975 году — 2032,2 тыс. руб., в 1980 году — 2417,7 тыс. руб., в 1986 году — 2844,7 тыс. руб..
В 1982 году в Пензенской области было 36 священников и 14 псаломщиков, а в 1987 году 38 и 20 соответственно. Причем образовательный уровень был очень высок — в 1986 году среди пензенских служителей православного культа трое были кандидатами богословия. В 1989 году начал работу Наровчатский Троицкий сканов монастырь.
В 2000 году правительством Пензенской области епархии было передано 176 храмов, подавляющее число из которых находится в аварийном или полуразрушенном состоянии.
Решением Священного Синода от 26 июля 2012 года из Пензенской епархии выделены Кузнецкая и Сердобская епархии с включением их в состав новообразованной Пензенской митрополии.
Главными святынями епархии являются: Казанская Нижнеломовская икона Божией матери (1643 год; утрачена), Казанская Пензенская икона Божией Матери, подаренная жителям города Пензы ещё царем Алексеем Михайловичем в 1663 году, Тихвинская икона Божией Матери (1681 год; утрачена), находившаяся в Вадинском монастыре, Трубчевская икона Божией Матери (1765 год), которая уже более 200-х лет находится в Троице-Скановом монастыре, мощи святителя Иннокентия епископа Пензенского и Саратовского (1819 год) и мощи святого праведного Иоанна пресвитера и чудотворца Оленевского (+1951 г.).

## Названия
- - Саратовская и Пензенская (16 октября 1799 — 4 декабря 1803)
- Пензенская и Саратовская (4 декабря 1803 — 3 ноября 1828)
- Пензенская и Саранская (3 ноября 1828 — 1991)
- Пензенская и Кузнецкая (с 31 января 1991 — 26 июля 2012)
- Пензенская и Нижнеломовская (с 26 июля 2012)

## Архиереи
- Гаий (Такаов) (16 октября 1799 — 10 января 1808)
- Моисей (Близнецов-Платонов) (25 марта 1808 — 28 мая 1811)
- Афанасий (Корчанов) (5 сентября 1811 — 8 января 1819)
- Иннокентий (Смирнов) (22 марта — 10 октября 1819)
- Амвросий (Орнатский) (9 ноября 1819 — 4 сентября 1825)
- Ириней (Несторович) (31 января 1826 — 26 июля 1830)
- Иоанн (Доброзраков) (17 августа 1830 — 19 января 1835)
- Амвросий (Морев) (19 января 1835 — 15 октября 1854)
- Варлаам (Успенский) (4 декабря 1854 — 7 октября 1862)
- Антоний (Смолин) (9 ноября 1862 — 21 августа 1868)
- Григорий (Медиоланский) (21 августа 1868 — 24 апреля 1881)
- Антоний (Николаевский) (14 мая 1881 — 15 апреля 1889)
- Василий (Левитов) (22 апреля 1889 — 12 июля 1890)
- Митрофан (Невский) (12 июля 1890 — 13 ноября 1893)
- Павел (Вильчинский) (13 ноября 1893 — 4 июня 1902)
- Тихон (Никаноров) (4 июня 1902 — 25 июля 1907)
- Митрофан (Симашкевич) (25 июля 1907 — 10 января 1915)
- Владимир (Путята) (10 января 1915 — 2 августа 1917)
- Феодор (Лебедев) (февраль — март 1918) в/у, епископ Прилукский
- Григорий (Соколов) (март — апрель 1918) в/у, епископ Краснослободский
- Иоанн (Поммер) (22 апреля 1918 — июль 1921)
- Борис (Лентовский) (лето 1921 — июнь 1922)
- Леонтий (Устинов) (май — июнь 1922) в/у, епископ Краснослободский
- Петр (Соколов) (1923) в/у, епископ Сердобский
- Филипп (Перов) (2 декабря 1923 — 9 ноября 1927)
- Кирилл (Соколов) (6 сентября 1928 — 21 ноября 1933)
- Алексий (Кузнецов) (21 ноября 1933 — 27 марта 1934)
- Ириней (Шульмин) (26 апреля 1934 — 21 мая 1935)
- Авраамий (Чурилин) (21 мая — 6 октября 1935) не прибыл из-за ареста
- Феодор (Смирнов) (6 октября 1935 — 16 февраля 1937)
- Ираклий (Попов) (22 февраля 1937 — 14 февраля 1938)
  - 1938—1944 — кафедра вдовствовала
- Кирилл (Поспелов) (1 апреля — июль 1944)
- Михаил (Постников) (июль 1944 — 27 января 1947)
- Кирилл (Поспелов) (27 января 1947 — 18 декабря 1953)
- Иероним (Захаров) (декабрь 1953 — 9 февраля 1954) в/у
- Леонид (Лобачев) (9 февраля 1954 — 22 марта 1960)
- Феодосий (Погорский) (22 марта 1960 — 30 июля 1968)
- Поликарп (Приймак) (30 июля 1968 — 16 декабря 1969)
- Иларион (Прохоров) (16 декабря 1969 — 25 июня 1970)
- Мелхиседек (Лебедев) (25 июня 1970 — 10 октября 1978)
- Серафим (Тихонов) (18 октября 1978 — 3 июля 2000)
- Варсонофий (Судаков) временно исполнял обязанности
- Филарет (Карагодин) (28 декабря 2000 — 31 мая 2010)
- Вениамин (Зарицкий) (31 мая 2010 — 25 декабря 2013)
- Серафим (Домнин) (с 25 декабря 2013)

## Благочиния
Епархия разделена на 10 церковных округов (По состоянию на октябрь 2022 года[значимость факта?]):
- Никольское городское благочиние
- Петропавловское городское благочиние
- Спасское городское благочиние
- Бессоновское благочиние
- Городищенское благочиние
- Каменское благочиние
- Мокшанское благочиние
- Нижнеломовское благочиние
- Пензенское благочиние
- Шемышейское благочиние

## Монастыри
Мужские
- Керенский Тихвинский монастырь в Вадинске
- Нижнеломовский Казанский Богородицкий монастырь[13] в селе Норовка Нижне-Ломовского района
- Спасо-Преображенский монастырь[14] в Пензе
- Сазанский пещерный монастырь Казанской Алексиево-Сергиевской пустыни в селе Сазанье Сердобского района

Женские
- Пензенский Троицкий монастырь[15] в Пензе
- Троице-Сканов монастырь в селе Сканово Наровчатского района
- Успенский монастырь[16] в Нижнем Ломове